# 댄 리치오
댄 리치오(Dan Riccio)는 애플의 전 하드웨어 엔지니어링 수석 부사장으로 팀 쿡 CEO에게 보고하는 인물이다. 리치오는 수많은 제품을 생산한 맥 (컴퓨터), 아이폰, 아이패드, 아이팟, Apple TV, 홈팟, 에어팟 및 애플 워치 엔지니어링 팀을 이끌었다. 2021년 1월 25일에 존 터누스(John Ternus)가 그의 뒤를 이었다. 그는 현재 애플의 새로운 프로젝트에 집중하는 익명의 역할을 맡고 있다.

## 생애
리치오는 매사추세츠 대학교 의과대학에서 명예 인문학 박사 학위를, 매사추세츠 대학교 애머스트에서 기계공학 학사 학위를 취득했다.
애플에 합류하기 전에 리치오는 컴팩에서 소비자 PC 제품의 기계 설계를 담당하는 기계 엔지니어링 수석 관리자로 근무했다.
그는 1998년 제품 디자인 부사장으로 애플에 합류했으며, 2010년에는 아이패드 하드웨어 엔지니어링 부사장으로 임명되었다. 애플에 합류한 이후 리치오는 모든 아이패드 제품을 포함하여 회사 하드웨어 대부분에 핵심적인 기여를 해왔다.
리치오는 2019년 에어파워의 취소를 공식적으로 발표했다. 2021년 1월 26일 애플은 리치오가 새로운 프로젝트에 초점을 맞추고 CEO 팀 쿡에게 보고하는 새로운 역할로 전환할 것이라고 발표했다.
2021년 1월 25일, 그는 하드웨어 엔지니어링 SVP로 존 터누스(John Ternus)의 뒤를 이어 애플에서 이름 없는 역할로 전환하여 증강 현실 및 가상 현실 헤드셋이라는 소문이 있는 새로운 프로젝트를 진행하고 있다.